# 大阪凰林医療学院
大阪凰林医療学院（おおさかおうりんいりょうがくいん）は、医療法人凰林中央会が運営する大阪市中央区にあった専修学校。

## 沿革
- 2008年 - 設置者変更により日本統合メディカル学院に改称
- 2009年 - 設置者変更により日本統合メディカル専門学校に改称
- 2010年 - 廃止

## 学科
- 鍼灸学科
- 柔整学科

## 所在地
- 〒541-0054 大阪市中央区南本町1丁目4-10

最寄り駅は、大阪市営地下鉄堺筋本町駅